# Teresa Domingo Segarra
Pour les articles homonymes, voir Segarra (homonymie).
Teresa Domingo Segarra, née le 24 avril 1953 à Castelló de la Plana, est une femme politique espagnole.
Membre d'Izquierda Unida, elle siège au Parlement européen de 1989 à 1994.